# Limbile Oceaniei
Limbile Oceaniei sunt limbi indigene vorbite pe insulele în Oceanul Pacific. Ele sunt în număr de aproximativ 450.

Admiraliteză și Yapeză
St. Matthias
Oceanic vestic și Meso-Melaneziană
Temotu
Solomonez sud-estic
Oceanic sudic
Microneziană
Fijiană

     Admiraliteză și Yapeză
     St. Matthias
     Oceanic vestic și Meso-Melaneziană
     Temotu
     Solomonez sud-estic
     Oceanic sudic
     Microneziană
     Fijiană

## Apartenența genealogică a limbilor din Australia și Oceania
Australia și Oceania se caracterizează printr-o mare diversitate la nivelul idiomurilor locale: în fiecare stat, chiar cu un număr mic de locuitori, coexistă (foarte) multe limbi și dialecte. Ele au un număr mic sau chiar foarte mic de vorbitori nativi, dar majoritatea locuitorilor sunt bi- sau chiar plurilingvi. Limbile indigene din Australia și Oceania fac parte din trei familii: australiană, austroneziană (numită în trecut malaio- polineziană) și papua. Specialiștii nu sunt întotdeauna de acord în privința unor idiomuri asupra calității lor de limbi distincte sau de dialecte ale aceleiași limbi, de aceea numărul limbilor dintr-o grupare este apreciat adesea diferit de diverși autori. Ca urmare, precum și din cauza unor imperfecțiuni ale recensămintelor, și numărul vorbitorilor devirselor limbi este evalua adesea diferit.
Australia se caracterizează printr-o relativă omogenitate lingvistică originară, în sensul că toate limbile aborigenilor - cu excepția unei limbi din familia [papua, folosită în insula Torres Straits - aparțin familiei australiene, vorbită numai în Australia și neînrudită cu alte familii de limbi de pe glob. Limbile indigene din Tasmania, puțin cunoscute, care au dispărul la sfîrșitul secolului trecut, au fost incluse fie în una, fie în cealaltă dintre aceste două familii. Limbile australiene cele mai diferite între ele se vorbesc în nordul părții centrale a Australiei. La origine, fiecare trib de aborigeni avea idiomul său, astfel că existau, după diferite aprecieri, 260-500 de limbi și dialecte indigene, dintre care numai aprox. 60 au fost mai bine descrise.